# Przymus podwójny jednoczesny
Przymus podwójny jednoczesny to najprostsza odmiana przymusu podwójnego w którym obaj obrońcy zostają przymuszeni w tej samej lewie
```
                        ♠ A 2
                        
♥
 K
                        
♦
 -
                        ♣ -
             ♠ D 3                ♠ K 9
             
♥
 A                  
♥
 -
             
♦
 -                  
♦
 D
             ♣ -                  ♣ -
                       ♠ 6
                       
♥
 -
                       
♦
 W
                       ♣ 2
```

S gra dwójkę trefl i gracz W staje w przymusie prostym - jeżeli zrzuci asa kier od razu wyrobi leżącego w dziadku króla, musi więc wyrzucić pika.  N wyrzuca teraz bezużytecznego już króla kier i w przymusie staje gracz na pozycji E - wyrzucenie kara wyrabia waleta w ręce rozgrywającego, a odrzucenie pika pozwala na wyrobienie dwójki pik leżącej w dziadku.  Ta odmiana przymusu podwójnego to przymus pozycyjny - położenie zatrzymań w kolorach czerwonych jest krytyczne, jeżeli zamienimy ręce obrońców to sytuacja przymusowa nie zaistnieje.
```
                      ♠ A 2
                      
♥
 K
                      
♦
 W
                      ♣ -
              ♠ D W 9           ♠ 10 8 5
              
♥
 A               
♥
 -
              
♦
 -               
♦
 D
              ♣ -               ♣ -
                      ♠ K 6 4
                      
♥
 -
                      
♦
 -
                      ♣ 2
```

S gra dwójkę trefl i W staje w przymusie prostym, nie może odrzucić asa kier, musi więc rozstać się z małym pikiem, po zrzuceniu z dziadka króla kier, obrońca E staje w przymusie.  Ta odmiana przymusu podwójnego to przymus automatyczny - do sytuacji przymusowej dojdzie niezależnie od tego który z obrońców trzyma które zatrzymanie w kolorze czerwonym.
```
                      ♠ A K 2
                      
♥
 -
                      
♦
 2
                      ♣ -
              ♠ D W 9           ♠ 10 8 5
              
♥
 A               
♥
 -
              
♦
 -               
♦
 K
              ♣ -               ♣ -
                      ♠ 4
                      
♥
 D
                      
♦
 D
                      ♣ 3
```

Z punktu widzenia rozgrywającego powyższa pozycja to najłatwiejsza odmiana przymusu podwójnego - przymus niepozycyjny i automatyczny.  Po zagraniu trójki trefl wyrzuca on z dziadka dwójkę karo niezależnie od tego co odrzuci gracz W.